# Hypsauchenia chinensis
Hypsauchenia chinensis är en insektsart som beskrevs av Chou 1975. Hypsauchenia chinensis ingår i släktet Hypsauchenia och familjen hornstritar. Inga underarter finns listade i Catalogue of Life.